# السلمانية (البحرين)
السلمانية هو حي في المنامة عاصمة مملكة البحرين الذي يضم أكبر مستشفى في البحرين مجمع السلمانية الطبي كما يوجد مستشفيات خاصة أخرى مثل مستشفى رويال البحرين.
يضم الحي أيضا العديد من الشقق السكنية فضلا عن وجود العديد من محلات السوبر ماركت المحلية في المنطقة.